# 心中的小星星
《地球上的星星》（英語：Taare Zameen Par）是一部2007年印度印地語劇情片，由阿米爾·罕执导。本片讲述了一位患有學習障礙的八九歲的孩子在遇到觉察出他在学习上挣扎的老师后，在他的陪伴和引领下成长的故事，是一部談及教育本質的電影。「每一個天資獨特的孩子，都需要一個懂他的老師」這是電影裡所傳達出來的核心信念，然而讓人讚嘆的是電影的手法並不刻意放入教育的氛圍，而著眼於人的關懷。更有甚者，精彩的畫面設計，以及讓人無可忽略的配樂歌曲，都讓整部電影活了起來。影片于2007年12月21日在印度首演，获2008年印度电影观众奖最佳影片奖、印度国家电影奖最佳家庭电影奖。
續集為2025年的《地球上的星星2》。

## 演員
伊翔·阿瓦斯： 達席爾·薩法瑞 / 拉姆·尼康： 阿米爾·汗 / 塔奈·切赫達 / 薩謝·英吉尼爾 / 蒂絲卡·喬普拉 / 維品·沙爾馬 / 阿布捨克·巴強 / Meghna Malik

## 反響

### 專業評價
爛番茄網站上對這部電影的好評度為88%，在15條專業評論中，14條專業評論贊同，1條專業評論反對，平均分為6.5/10 ，觀眾的評價則是96%，獲得全方面的讚譽。

### 票房
總計約13億盧比。